# Iran Electronics Industries
Iran Electronics Industries (persisch صنایع الکترونیک ایران; kurz: IEI) ist ein iranisches Elektronik-Unternehmen, das der Hauptzulieferer für die iranische Rüstungsindustrie für Elektronikkomponenten ist.
Der Hauptsitz ist in der iranischen Hauptstadt Teheran. 

## Geschichte
Iran Electronics Industries (IEI) wurde 1972 gegründet und ist mit insgesamt sechs Tochtergesellschaften, über hundert verschiedenen Arten von Elektronikprodukten und 3200 Mitarbeitern das größte Elektronikkonglomerat im Iran.
Die IEI ist eine hundertprozentige Tochtergesellschaft des Ministeriums für Verteidigung und Logistik und eine Schwesterorganisation der Aerospace Industries Organization, Defense Industries Organization und der Iranian Aviation Industries Organization.
Im militärischen Bereich deckt das IEI ein breites Spektrum ab, darunter die Bereiche Optik, Elektrooptik, Lasertechnik, elektronische Kriegsführung, Radar- und Raketentechnik.
Des Weiteren werden taktische UHF-, UKW-, und HF-Kommunikationssysteme, Nachtsichtgeräte sowie elektronische Feldtelefone hergestellt. Insgesamt ist IEI der wichtigste Zulieferer elektronischer Komponenten für die iranische Rüstungsindustrie.
Für den zivilen Bereich sollen zudem Medizintechnikprodukte und Unterhaltungselektronik hergestellt werden.
Im November 1999 wurde eine Fertigungslinie für opto-elektronische Bauelemente eingeweiht.
Das Tochterunternehmen Iran Communication Industries (ICI) steht seit 2010 wegen seiner Technologieprodukte, die für das iranische Atom- und Raketenprogramm relevant sind, auf der Sanktionsliste der EU gegen den Iran.

## Tochtergesellschaften
- Shiraz Electronics Industries (SEI)
- Iran Communication Industries (ICI)
- Information Systems of Iran (ISI)
- Electronic Components Industries (ECI)
- Isfahan Optics Industries (IOI)
- Iran Electronic Research Center (IERC)
- Information System of Iran (ISIRAN)
- Iran Space Industries Group (ISIG)